# Doliogethes vittipes
Doliogethes vittipes är en tvåvingeart som först beskrevs av Mario Bezzi 1921.  Doliogethes vittipes ingår i släktet Doliogethes och familjen svävflugor. Inga underarter finns listade i Catalogue of Life.